# Station Uzerche
Station Uzerche is een spoorwegstation in de Franse gemeente Uzerche.
Het is gelegen aan de Avenue de la gare, de weg van Uzerche richting Condat-sur-Ganaveix, en heeft rechtstreekse verbindingen naar onder andere Limoges, Parijs en Toulouse.

In 2010 is het station geheel gerenoveerd.